# Heiko Heßenkemper
Heiko Heßenkemper (nascido em 11 de janeiro de 1956) é um político alemão da Alternativa para a Alemanha (AfD) e desde 2017 membro do Bundestag.

## Vida e política
Heßenkemper nasceu em 1956 na cidade de Hamm, na Alemanha Ocidental, e estudou física na Universidade de Tecnologia Clausthal. Ele tornou-se professor em 1995.
Heßenkemper entrou para a AfD em 2014 e tornou-se membro do bundestag após as eleições federais alemãs de 2017.
Heßenkemper é considerado parte da ala de direita da AfD.
Heßenkemper nega o consenso científico sobre as mudanças climáticas.